# Ahuatla, Coyomeapan
Ahuatla är en ort i Mexiko.   Den ligger i kommunen Coyomeapan och delstaten Puebla, i den sydöstra delen av landet, 260 km sydost om huvudstaden Mexico City. Ahuatla ligger 2 021 meter över havet och antalet invånare är 490.
Terrängen runt Ahuatla är kuperad åt sydväst, men åt nordost är den bergig. Runt Ahuatla är det ganska tätbefolkat, med 72 invånare per kvadratkilometer. Närmaste större samhälle är Coxcatlán, 18,1 km väster om Ahuatla. I omgivningarna runt Ahuatla växer i huvudsak blandskog.